# Chun Hua Catherine Dong
Chun Hua Catherine Dong est une artiste multimédia canadienne d'origine chinoise. La pratique artistique de Dong est basée sur la performance, la photographie, la vidéo, le montage, la réalité virtuelle (VR), la réalité augmentée (AR), et l'impression 3D dans le contexte contemporain du féminisme mondial,,,.

## Biographie
Chun Hua Catherine Dong est née à Hunan en Chine. Déménagée au Canada en 2002, elle vit maintenant à Tiohtià:ke / Montréal. Elle a obtenu un baccalauréat en arts visuels de l'Université Emily Carr en 2011 et une Maitrise en intermédia de l'Université Concordia en 2015.
Sa carrière en tant qu'artiste de performance a commencée en 2009,,,, utilisant le corps (souvent le sien) comme matériau principal  pour engager un commentaire social sur le genre, l'identité et l'immigration. En 2019, l'artiste se concentre sur l'art et la technologie, explorant de nouvelles possibilités numériques pour combler les écarts entre les souvenirs et les expériences, tout en médiant la culture et l'identité à travers le prisme du genre et de la diaspora,,.
Dong a été la récipiente du prix Franklin Furnace de l'art performatif à New York en 2014, a été nommée dans la liste 10 Artists Who Are Reinventing History pubiée par Canadian Art en 2017, et a été nommée artiste de l'année au DongGang International Photo Festival tenu en Corée du Sud en 2018. Elle a aussi été finaliste du Prix en art actuel du MNBAQ en 2020. En 2021, Khadija Baker et Dong ont exceptionnellement été décernées chacunes le Prix de la diversité culturelle en arts visuels par le Conseil des arts de Montréal en 2021.

## Expositions, performances, et projections
L'ensemble des expositions, des performances, et des projections listé ici se retrouve sur le site web de l'artiste.

### Expositions individuelles

#### 2024
- The Flow, Galerie Charlot, Paris.
- MuLan, Midnight Moment, Times Square Art, New York.
- Projet Espace Culturel Georges-Émile-Lapalme , Place des Art, Montréal.
- I Wonder How I Wonder Why, Articule, Montréal.

#### 2023
- At the Edge of Two World, Musée The Rooms, Saint-Jean de Terre-Neuve.
- Shared Distance: Where the Links Flow, gallerie d'art E. M. Bannister, Université du Rhode Island, Providence

#### 2022
- Mission Photographique Charlevoix, Musée de Charlevoix, Charlevoix. Deux artistes y étaient exposé.e.s.
- Cleavage, Arcade Project Curatorial, New York. Commissariée par M. Charlene Steven.
- Chun Hua Catherine Dong, Varley Art Gallery of Markham, Markham.
- At the Edge of Two World, TRUCK Contemporary, Calgary.
- So Close Yet So Far Away, Gallery 101, Ottawa.

#### 2021
- Chun Hua Catherine Dong, Art Gallery of Hamilton, Hamilton. Commissariée par Tara Ng.
- Meet Me Halfway, Central Galerie Powerhouse, Montréal. Window Project.

#### 2020
- In Transition, Downtown Campus Gallery at Ottawa School of Art, Ottawa.

#### 2019
- THEY, Le Lieu, centre en art actuel, Québec.

#### 2018
- Age of Love, DongGang Museum of Photography, présenté par DongGang International Photo Festival, Corée du Sud.
- The Drift Latitudes, Modern Fuel Artist-Run Centre, Kingston.
- In Transition, Patrick Mikhail Gallery, Montréal.

#### 2016
- Visual Poetics of Embodied Shame, aceartinc., Winnipeg.
- Visual Poetics of Embodied Shame, The New Gallery, Calgary.

#### 2015
- To Rebel is Justified, Montréal, arts interculturels, Montréal[18].
- Visual Poetics of Embodied Shame, Hamilton Artists Inc., Hamilton.
- Surface, PAVED Arts, Saskatoon.
- State of Grace, Harcourt House Artist-Run Centre, Edmonton.

#### 2014
- Visual Poetics of Embodied Shame, VMU art gallery “101”, Kaunas.
- Between Reality and Transcendence, Articule | Centre géré par des artistes, Montréal[19].

### Expositions de groupe

#### 2024
- Illusion, The 7th International Digital Art Biennale Montreal (BIAN), Arsenal Contemporary Art, Montréal.
- Through the Ground Glass, Ottawa Art Gallery, Ottawa.  Commissarié par Rebecca Basciano.
- A Butterfly Flaps its Wings, Varley Art Gallery of Markham, Markham.
- Spiritual Machines, Flux Factory, Long Island City, New York.
- Memoire materielle, the Plural Pavilion, Montréal. Commissariée by Evlyne Laurin.
- Regarde!, Montréal. Art public commissarié par Eunice Belidor.
- Theory of Networks, Patrick Mikhail Gallery, Montréal.
- Plural Art Fair, with Patrick Mikhail Gallery, Montréal.

#### 2023
- Terms of Use / Conditions d’utilisation, Fondation Phi, Montréal. Commissarié par Daniel Fiset et Cheryl Sim[20].
- En d’infinies variations/Endless variations, Némo Biennial, Centre culturel canadien, Paris. Commissarié par Catherine Bédard, Dominique Moulon, et Alain Thibault.
- Eros, Death + Robots, Space Station, Pékin. Commissarié par Fu Xiao Dong.
- Wonder: The Real, the Surreal, and the Fantastic, Art Gallery of Hamilton, Hamilton.
- Untitled Art Fair, avec la Galerie Charlot Paris, Miami.
- Chinatown Chronicles, Eastern Connecticut State University, Willimantic. Commissarié par Julia Wintner.
- Vague Force, Denver Digerati Gallery, Denver. Commissarié par Dr. Sam Grabowska
- Art Toronto, avec la Patrick Mikhail Gallery, Montréal.
- Coming into Sight: Recent Art Bank Acquisitions. Ajagemo Exhibition Space, Conseil des arts du Canada, Ottawa.
- On the moose’s potentially fatal unpredictability, Rencontres de la photographie en Gaspésie, Quebec.
- Plural Art Fair, avec la Patrick Mikhail Gallery, Montréal.
- SPAO Photo Walk, SPAO Gallery, Ottawa. Art public.

#### 2022
- METAMORPHOSIS – MUTATION, The 6th International Digital Art Biennial (BIAN), Montréal. Organisé par ELEKTRA.
- Ostentation, Université Laval, Québec. Commissarié par Florence Gariépy et Julia Caron Guillemette, dans le cadre de la Biennale de Québec.
- Art Bruxelles, Bruxelles. Avec la galerie Charlot, Paris.
- Human Learning. What Machines Teach Us, Le Kiasma/L’Agora, Castelnau-le-Lez. Commissarié par Catherine Bédard et Dominique Moulon.
- Skin Deep, Nuit Blanche de Toronto, North York Centre. Commissionné par la ville de Toronto, commissarié par Dr. Julie Nagam.
- Digital Art Waves, Galerie Charlot, Paris.
- Flat Files Showcase, Lydian Stater Gallery, New York. Commissarié par Alexandro Silver Durán et Joseph Wilcox.
- Art Me!, Galerie Charlot, Paris. Commissarié par Dominique Moulon et Valérie Hasson-Benillouche.
- Into the Valley of Despair, Pfizer Building, New York. Commissarié par Carina Martinez.
- Metamorphosis – Metaverse, Elektra Virtual Museum. Présenté par Elektra Montreal, commissarié par DooEun Choi.
- Future Perfect/Imperfect: The Next Century, Silvermine Art Centre, New Canaan. Commissarié par Lilly Wei.
- The Next, LiTang Gallery, New York.
- Now You See Me, Doris McCathy Gallery, Toronto. Commissarié par Sandy Saad-Smith, dans le cadre du Festival de photographie CONTACT.
- Descendance, SPAO Centre d'arts photographiques, Ottawa. Comissarié par Darren Pottie et Myriam Farah Cobb.
- Transobjectional – From the Handmade to the Digital, Patrick Mikhail Gallery, Montréal.

#### 2021
- The 4th Global Overseas Chinese Artists Exhibition, Musée d'art He Xiangning, ShenZhen.
- China – Exposicion de arte contemporaneo, Museo De La Ciudad, Querétaro.
- The Misfits, Capture Photography Festival, Richmond. Présenté par la Richmond Art Gallery et par Richmond Public Art, art public.
- I Have Been There, CAFKA Biennial – Contemporary Art in Public Space, Kitchener. Art public.
- Gallery Weekend, Patrick Mikhail Gallery, Montréal.
- Chronometry, Art Souterrain, Montréal.
- To Dissent, Embassy Cultural House, London. Commissarié par Olivia Mossuto.

#### 2020
- Physis: Production of Nature, Human and Technology, HuBei Museum of Fine Art, WuHan. Commissariée par Fu XaoDong.
- Human Learning. What Machines Teach Us., Centre canadien culturel, Paris. Commissariée par Catherine Bédard, Dominique Moulon, et Alain Thibault.
- The Space Between Us, Nuit Blanche de Toronto. Commissariée par Dr. Julie Nagam.
- Resistance Resilience, Galerie d'art Warren G. Flowers, Collège Dawson, Montréal. Commissarié par Rhonda Meier.
- Papier 2020, Montréal. Avec la galerie Patrick Mikhail.
- Image…envoyée/Image…Sent, Centre culturel canadien, Paris. Commissarié par Catherine Bédard

#### 2019
- The Life of Thing, MOMENTA | Biennale de I’image, galerie de I’UQàM, Montréal. Commissarié par María Wills Londoño and Audrey Genois.
- Walking the Bridge, Museo de la Cancillería, Mexico. Commissarié par Elizabeth Ross.
- The Breadth of Distance, Humber Galleries, Toronto. Commissarié par Alize Zorlutuna.
- Vendu–Sold, Musée des Beaux-Arts de Montréal, Montréal. Présenté par les éditions esse
- Temporary Garden, Snarte Space, NanChang. Commissarié par Elizabeth Ross et ChaiMi.
- Trames narratives / Storylines, Centre d’exposition L’Imagier, Gatineau. Avec Kasia Basta, commissaire invitée.
- Meaningful Code, Living Art Centre, Mississauga. Commissarié âpar Katie Micak.
- Are You My Mother?, Dunlop Art Gallery, Regina. Commissarié par Jennifer Matotek.

#### 2018
- Once Per Annum, The Istanbul Cumhuriyet Art Gallery, Istanbul. Présenté par l'association KADEM pour les femmes et la démocracie.
- Happy, Bury Art Museum, Manchester. Commissarié par Tony Trehy.
- VOLTA 14, Bâle. Avec la galerie Patrick Mikhail.
- Eminent Domain, Galerie Robert Miller, New York. Présenté par le magazine Art511.
- Papier 2018, Montréal. Avec la galeire Patrick Mikhail.
- The Art of Redefining Gender, Montréal. Présenté par Art Souterrain, commissarié par Marie Perrault.
- Changing Agent, Galerie Patrick Mikhail, Montréal.

#### 2017
- Sans Réserve, Musée d’Art Contemporain du Val-de-Marne, Vitry-sur-Seine. Présenté par la Biennale de Québec.
- The Art of Joy, Manif d’art 8, Biennale de Québec.
- Canada: Day 1, Musée canadien de l'immigration du Quai 21, Halifax.
- Far and Near: The Distances Between us, Musée d'art de l'Université de Toronto, Toronto. Commissarié par Henry Heng Lu.
- What Remains, Galerie Gachet, Vancouver.
- Where are you From?, Art Mur, Montréal.
- Mother Tongue, Galerie d'art Varley, Markham. Commissariée par Anik Glaude.

#### 2016
- The Crust of The Soul, Galerie Fernando Pradilla, Madrid. Commissariée par Dr. Beth Moyses.
- A Very Thin Line, The CERA Project, London. Commissariée par Ines Valle.
- Paratissima Art Fair, Turin. Présentée par torinoPERFORMANCEART, commissariée par Manuela Macco et Guido Salvini.

#### 2015
- Now & After, Musée d'État de l'architecture Schusev, Moscou.

#### 2014
- Creative Zone- Baroque Visual and Hybrid Art, Musée Gera, Vrsac. Commissariée par Danijela Halda.
- Almost 3, Foire artistique Les Autres, Turin. Commissariée par Manuela Macco et Guido Salvini.
- I Want to Smell You Hair, New Art Center, Boston.
- Art Chennai, Festival d'art contemporain, Chennai.
- FUSE – Revolution Counter Revolution, Galerie d'art de Vancouver, Vancouver. Commissariée par Paul Wong.
- Through the Body, Festival de photographie CONTACT,  Musée d'art de l'Université de Toronto, Toronto. Commissariée par Matthew Brower, Fu Xiaodong, et Yan Zhou.
- Pondy ART, Pondichéry.

#### 2013
- LAPSody- Indicating Boundaries, 4ième Conférence internationale et Festival pour l'étude de l'Art vivant et de la Performance, Helsinki.
- Delhi Photo Festival, Galerie Open Palm Court, New Delhi.
- Import/Export, Musée d'art Aine, Tornio.
- Red, Green, Blue ≠ White, Galerie Blackwood, Mississauga. Commissarriée par Johnson Ngo.

#### 2012
- INSIDER/OUTSIDER, Galerie LPA , Boston. Commissarriée par Sandrine Schaefer.
- IGNITION 8, Galerie d'art Leonard & Bina Ellen, Montréal.

- The International Multimedia Art Festival, Rangoun.

#### 2011
- Fleeting Glance: Fast& Dirty, Galerie de Shoreditch, Londres. Commissariée par Kristen Hutchinson et Jennifer Forsyth.
- 1<3, 221A Artist Run Centre, Vancouver. Commissariée par Francisco-Fernando Granados.
- Culture Blast- An Arts Explosion, Galerie Deer Lake, Burnaby.
- Ill Repute, Galerie Helen Pitt, Vancouver.
- Sweaty Bones, Galerie Access, Vancouver. Commissariée par Heidi Nagtegaal.
- Galerie d'art Concourse, Vancouver.

#### 2010
- Container Art, Exposition nationale du Pacifique, Vancouver.
- CHARGE UP-Interactive Electronic Art, Galerie 1612, Vancouver.
- BEAST, 221A Artist Run Centre, Vancouver.
- EMBEDDED, Galerie WOO, Vancouver.
- EVEN, 221A Artist Run Centre, Vancouver.
- Fabrication, Galerie Concourse, Vancouver.

#### 2009
- An Alchemic Search for Gold & the Fall of the American Dream, Galerie Concourse, Vancouver.
- LOW, 221A Artist Run Centre, Vancouver.
- ARTS2009, Surrey Art Gallery, Surrey.
- Seeing Eye to Eye, Le Roundhouse, Vancouver.
- Painting on the Edge, Galerie de la Fédération, Vancouver.
- Galerie Deer Lake, Burnaby.
- Of the Kingdom, Galerie Concourse, Vancouver.
- There-Persons’ Show, Galerie Deer Lake, Burnaby.
- Escape, Galerie Brown, Vancouver.

#### 2008
- Researching, Le Roundhouse, Vancouver.
- ARTS2008, Galerie d'art de Surrey, Surrey.
- LEAF Exhibition, Galerie Canvas, Vancouver.
- Centre Chinois de la culture, Vancouver.
- Meyer Family Vineyards Painting Competition, Galerie Concourse, Vancouver.

## Liste des références
1. ↑  (en) « ARTIST FEATURE with CHUN HUA CATHERINE DONG », sur PERFORMANCE IS ALIVE (consulté le 15 mars 2025)
2. 1 2  « Chun Hua Catherine Dong: At the Edge of Two Worlds | The Rooms », sur web.archive.org, 7 février 2024 (consulté le 15 mars 2025)
3. 1 2  « At the Edge of Two Worlds | CHUN HUA CATHERINE DONG — TRUCK Contemporary Art », sur web.archive.org, 29 décembre 2022 (consulté le 15 mars 2025)
4. 1 2  (en-US) Elaine Velie, « Fragmented Identity Through the Eyes of Chun Hua Catherine Dong », sur Hyperallergic, 19 avril 2022 (consulté le 15 mars 2025)
5. ↑  « Lena Chen in Conversation with Chun Hua Catherine Dong | Femme Art Review », sur web.archive.org, 30 novembre 2023 (consulté le 15 mars 2025)
6. ↑  (en) « Chun Hua Catherine Dong’s ‘The Misfits’ Selected for Aberdeen Station », sur www.ecuad.ca, 9 mars 2021 (consulté le 15 mars 2025)
7. ↑  « Performance artist Chun Hua Catherine Dong launches Granville Island arts protest | Georgia Straight Vancouver's News & Entertainment Weekly », sur web.archive.org, 29 mai 2023 (consulté le 15 mars 2025)
8. ↑  (en-CA) « DONG, Chun Hua Catherine », sur 7A*11D (consulté le 15 mars 2025)
9. ↑  (en-CA) Michelle Lacombe, « Chun Hua Catherine Dong », sur 7A*11D, 15 octobre 2016 (consulté le 15 mars 2025)
10. ↑  « Chun Hua Catherine Dong », sur web.archive.org, 30 novembre 2023 (consulté le 15 mars 2025)
11. ↑  « Chun Hua Catherine Dong, Artist – Montreal – Akimbo », sur web.archive.org, 23 avril 2024 (consulté le 15 mars 2025)
12. ↑  (en-US) « List of Fund Winners », sur Franklin Furnace (consulté le 15 mars 2025)
13. ↑  (en-US) Amanda Shore, « 10 Artists Who Are Reinventing History », sur Canadian Art (consulté le 15 mars 2025)
14. ↑  (ko) « 2018DIPF », sur DIPF2024 (consulté le 15 mars 2025)
15. ↑  « The Fourth MNBAQ Contemporary Art Award: Gouvernement du Québec », sur web.archive.org, 29 décembre 2022 (consulté le 15 mars 2025)
16. ↑  Editeur RCAAQ, « Khadija Baker et Chun Hua Catherine Dong, lauréates du Prix de la diversité culturelle en arts visuels du CAM », sur Réseau Art Actuel, 16 décembre 2020 (consulté le 15 mars 2025)
17. ↑  (en-US) « ABOUT – Chun Hua Catherine Dong » (consulté le 15 mars 2025)
18. ↑  (en) Milly-Alexandra Dery, Chun Hua Catherine Dong : To Rebel is Justified, MAI Montréal arts interculturels, 2015 (lire en ligne)
19. ↑  (en) Rhonda Meier, Chun Hua Catherine Dong : Between Reality and Transcendence, Articule, 2014 (lire en ligne)
20. ↑  Daniel Fiset et Nathale De Blois, Conditions d'utilisation, Montréal, Fondation Phi pour l'art contemporain, 2023, 23 p. (ISBN 9782923803302, lire en ligne)